# 哈维尔·奥卡拉汉
哈维尔·奥卡拉汉（西班牙語：Xavier O'Callaghan，1972年3月2日—），西班牙男子手球运动员。他曾代表西班牙国家队参加2000年和2004年夏季奥林匹克运动会手球比赛，其中2000年奥运会获得一枚铜牌。